# Жук, Владислав Сергеевич
Владислав Сергеевич Жук (бел. Уладзіслаў Сяргеевіч Жук; род. 11 июня 1994, Задворье, Минская область) — белорусский футболист, полузащитник клуба «МЛ Витебск».

## Клубная карьера
Воспитанник ДЮСШ города Столбцы (первый тренер Шингель Сергей Арсеньевич), с 2012 года выступал в составе «Звезда-БГУ», где с течением времени сумел закрепиться в основе. После сезона 2014 проходил просмотр в «Гомеле» и «Торпедо-БелАЗ», однако в итоге остался в Минске.
В феврале 2016 года прибыли на просмотр в «Слуцк», но не подошёл и вскоре присоединился к мозырьской «Славии». 2 апреля 2016 года дебютировал в Высшей лиге, выйдя на позиции левого полузащитника в матче против «Слуцка» (1:1).
18 января 2017 года подписал контракт с борисовским БАТЭ. Однако, не сумел закрепиться в составе и в апреле того же года вернулся в «Славию» на правах аренды. Пропустив начало сезона из-за травмы, позже стал в основном выходить на замену. По итогам сезона 2017 «Славия» выбыла в Первую лигу, а Жук вернулся в БАТЭ .
В январе 2018 года тренировался с борисовчанами, но не попал на первый турецкий сбор команды. В феврале 2018 года присоединился к «Смолевичам». В марте официально перешел в состав дебютанта Высшей лиги в аренду с правом выкупа. В составе «Смолевич» был игроком основы, но в августе 2018 года покинул команду и вскоре перешел в аренду в «Слуцк». В сентябре не играл из-за травмы, но позже стал временами появляться в стартовом составе «бело-синих». В январе 2019 года покинул слуцкий клуб и вскоре разорвал контракт с БАТЭ.
С января 2019 года находился на просмотре в «Славии» и в итоге снова стал игроком мозырьского клуба.

## Международная карьера
В 2014—2016 годах выступал за молодежную сборную Беларуси, дважды принимал участие в Кубке Содружества в Санкт-Петербурге.

## Прочее
В 2015 году закончил Белорусский государственный университет физической культуры по специальности тренерская работа по футболу.
Отец — Сергей Иванович Жук (род. 1963), арбитр-лайнсмен.

## Достижения
БАТЭ
- Обладатель Суперкубка Беларуси: 2017

## Статистика
| Сезон    | Дивизион | Клуб          | Страна        | Матчи | Голы |
| -------- | -------- | ------------- | ------------- | ----- | ---- |
| 2012     | Д3       | Звезда-БГУ    | Флаг Беларуси | 14    | 0    |
| 2013     | Д3       | Звезда-БГУ    | Флаг Беларуси | 20    | 4    |
| 2014     | Д2       | Звезда-БГУ    | Флаг Беларуси | 28    | 6    |
| 2015     | Д2       | Звезда-БГУ    | Флаг Беларуси | 28    | 4    |
| 2016     | Д1       | Славия-Мозырь | Флаг Беларуси | 28    | 2    |
| 2017     | Д1       | Славия-Мозырь | Флаг Беларуси | 18    | 1    |
| 2018 (1) | Д1       | Смолевичи     | Флаг Беларуси | 16    | 0    |
| 2018 (2) | Д1       | Слуцк         | Флаг Беларуси | 8     | 0    |
| 2019     | Д1       | Славия-Мозырь | Флаг Беларуси | 17    | 0    |
| 2020     | Д1       | Славия-Мозырь | Флаг Беларуси | 26    | 4    |